# Chameleon Circuit (band)
Chameleon Circuit is een Britse band die bekend is van hun muziek geïnspireerd op de Britse televisieserie Doctor Who. De groep, die is samengesteld uit bekende YouTube-vloggers en Doctor Who-liefhebbers uit het Verenigd Koninkrijk, bracht op 1 juni 2009 haar gelijknamige debuutalbum uit.
Op 12 juli 2011 verscheen het tweede album, Still Got Legs. Hierop was Chameleon Circuit te horen in een nieuwe bezetting bestaande uit Alex Day, Charlie McDonnell, Liam Dryden, Ed Blann en de Amerikaanse youtuber Michael Aranda (die zich oorspronkelijk slechts een producerende rol had toebedacht).

## Geschiedenis

### Formatie en debuutalbum
Geïnspireerd door het groeiende muziekgenre wizard rock (humoristische liedjes rond Harry Potter) begon Alex Day, een youtuber en liefhebber van Doctor Who, in de zomer van 2008 liedjes te schrijven over de tv-serie. Hij noemde het aldus ontstane genre "Time Lord Rock" of kortweg "Trock".
Charlie McDonnell, eveneens een liefhebber van Doctor Who, deed hetzelfde en uploadde een akoestisch video-optreden van Chameleon Circuits eerste single Blink op YouTube. Nadat ook de Schotse vloggers Liam Dryden en Chris Beattie erbij waren gekomen, was Chameleon Circuit compleet. Meteen begon de groep te werken haar eerste album. Het was de bedoeling dat het album zou uitkomen bij het nieuwe DFTBA Records, opgericht in 2008 door Alan Lastufka en Hank Green om YouTube-muzikanten de gelegenheid te bieden hun muziek op professionele wijze uit te brengen.
De uitgave van het debuutalbum liep vertraging op toen er een conflict ontstond met de producent, die het productiewerk niet verder wilde afmaken. Na vergeefse pogingen een andere producent te vinden, zag Chameleon Circuit zich genoodzaakt het album, Chameleon Circuit geheten, onvoltooid uit te geven. Desondanks kreeg het wel enkele positieve recensies. Doctor Who-acteur David Tennant omschreef Chameleon Circuits muziek in een interview als "proper decent music". In juli 2010 verscheen hun nummer "Count the Shadows" ook op DFTBA Records: Volume Two, een compilatie-cd die gratis werd weggegeven op de videoconferentie VidCon 2010.

### Tweede album
Eind 2010 meldden de leden van Chameleon Circuit dat het werk aan een tweede album was begonnen, met de Amerikaanse youtuber Michael Aranda als producent. In januari 2011 kondigde Chameleon Circuit officieel het vertrek van Chris Beattie en de toetreding van Ed Blann aan, alsook de albumtitel, Still Got Legs (naar de uitroep van de Eleventh Doctor net na zijn regeneratie).
In april 2011 ondervond Chameleon Circuit productieproblemen doordat Britse douanebeambten Aranda de toegang tot het Verenigd Koninkrijk hadden geweigerd na zijn uitstapje naar Frankrijk. De band begon een online petitie om hem terug te halen naar Engeland, en met succes. Aranda mocht het land weer een week in. De Oostenrijkse energiedrankfabrikant Red Bull kreeg lucht van de gebeurtenissen en bood Chameleon Circuit aan hen naar Parijs te vliegen om daar het album te voltooien. Aranda werd meteen benoemd tot officieel lid van de band.
Nadat de opnamen waren voltooid, speelde Chameleon Circuit in juni 2011 het album voor een kleine groep fans in de Red Bull Studios in Londen. Datzelfde weekend nog kon het album worden besteld en op 12 juli 2011 bracht DFTBA het uit. Het album kwam op de 23ste plek te staan in Billboards Heatseekers-lijst.
Op 31 juli 2011 bracht Chameleon Circuit nummers van Still Got Legs en enkele van hun eerste album ten gehore op VidCon 2011.

## Discografie
- Chameleon Circuit (2009), DFTBA Records
- Still Got Legs (2011), DFTBA Records

## Bandleden
- Alex Day - zang, gitaar, basgitaar (2008-heden)
- Charlie McDonnell - zang, gitaar, keyboard, melodica, Stylophone (2008-heden)
- Liam Dryden - zang, keyboard, basgitaar (2008-heden)
- Ed Blann - zang, gitaar (2011-heden)
- Michael Aranda - achtergrondzang, gitaar, mixen (2011-heden)

### Voormalige leden
- Chris "Ginger Chris" Beattie - zang, gitaar, ukelele (2008-2009)